# Mnichov u Mariánských Lázní
Mnichov (deutsch Einsiedl) ist eine  Gemeinde im Okres Cheb in  Tschechien.

## Geographie

### Geographische Lage
Die Stadt liegt in Westböhmen,  zehn Kilometer nordöstlich von Marienbad.

### Gemeindegliederung
Die Gemeinde Mnichov besteht aus den Ortsteilen Mnichov (Einsiedl), Rájov (Rojau) und Sítiny (Rauschenbach i. Kaiserwald), die zugleich Katastralbezirke bilden.

## Geschichte

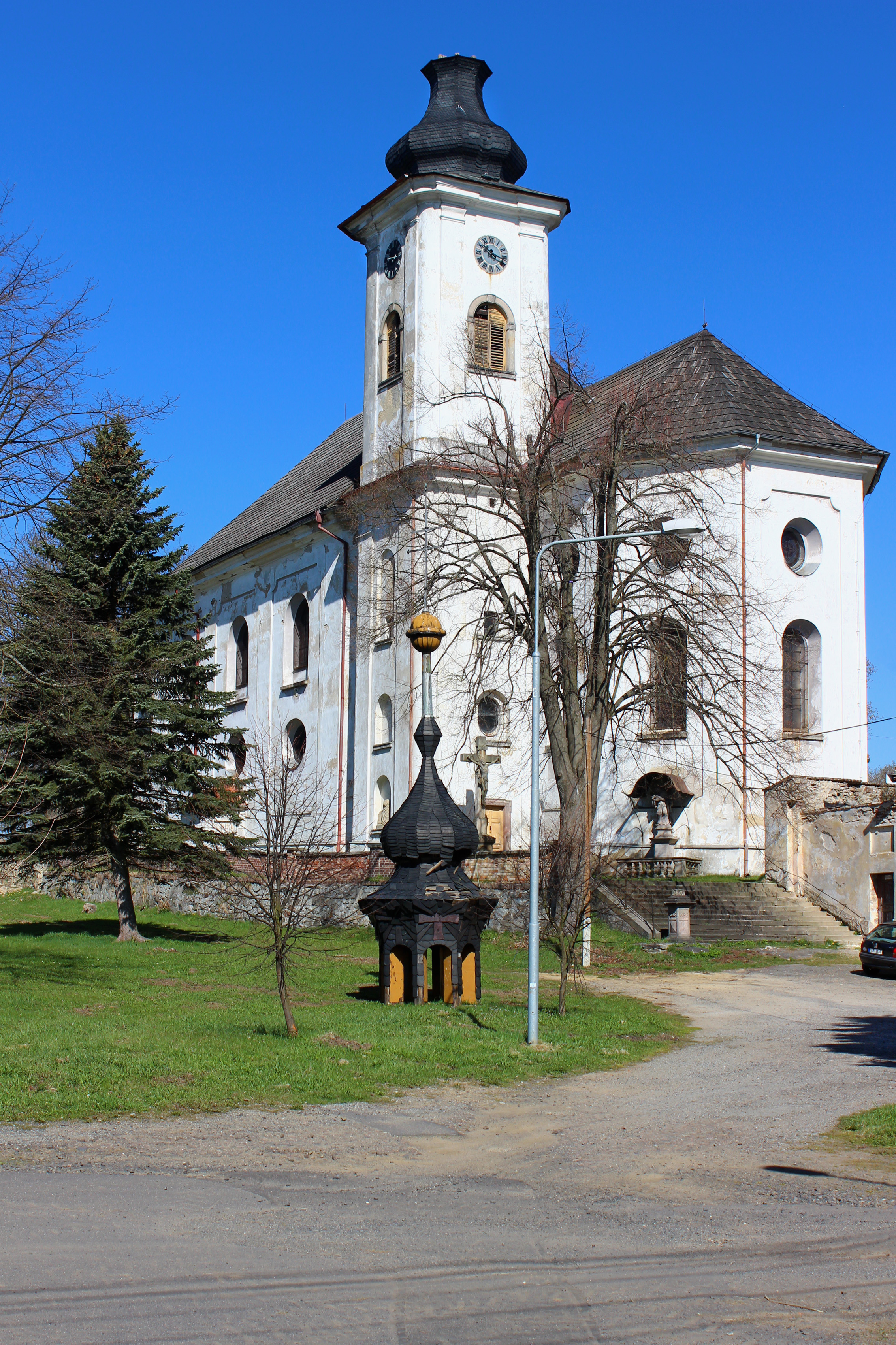
Kirche

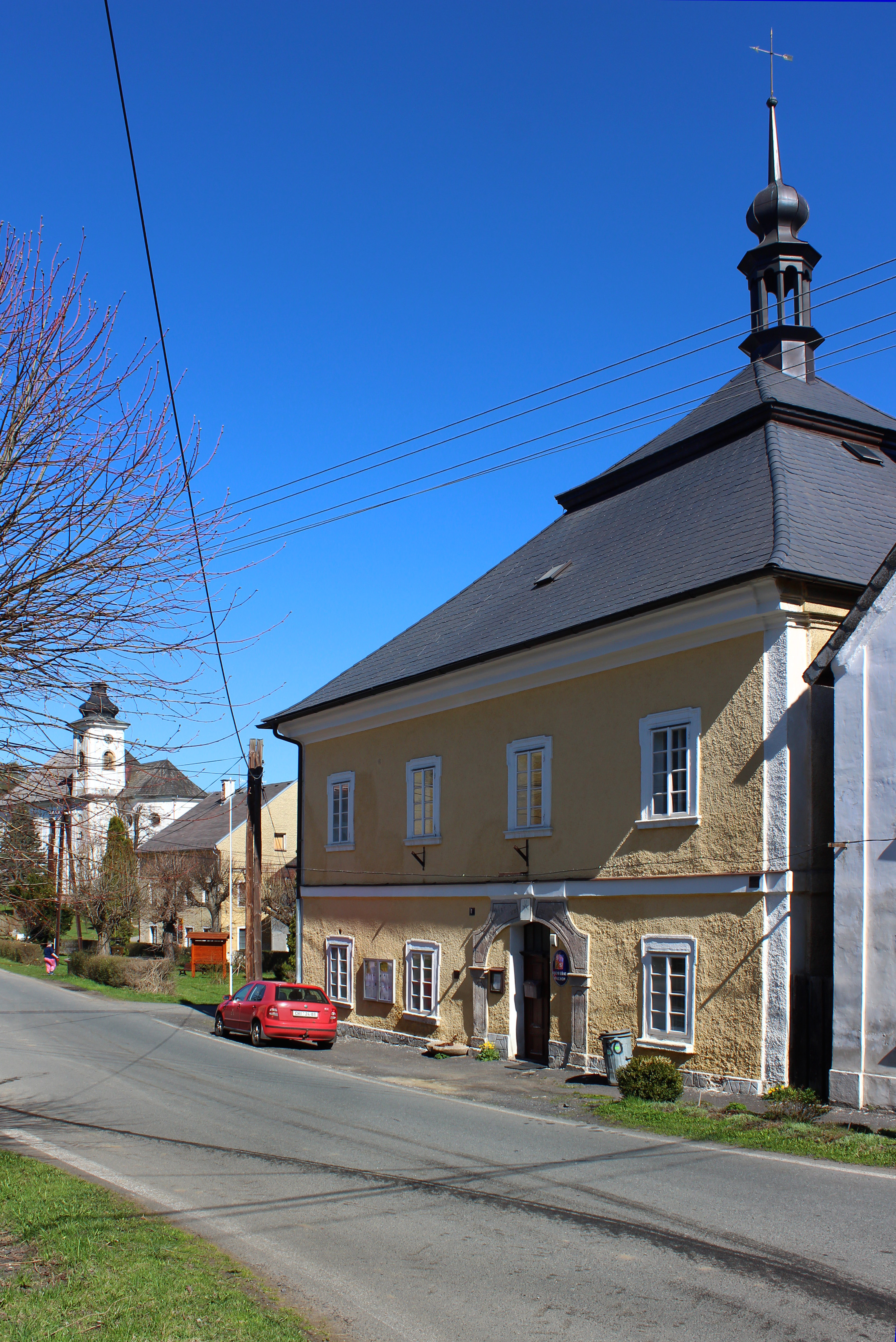
Rathaus

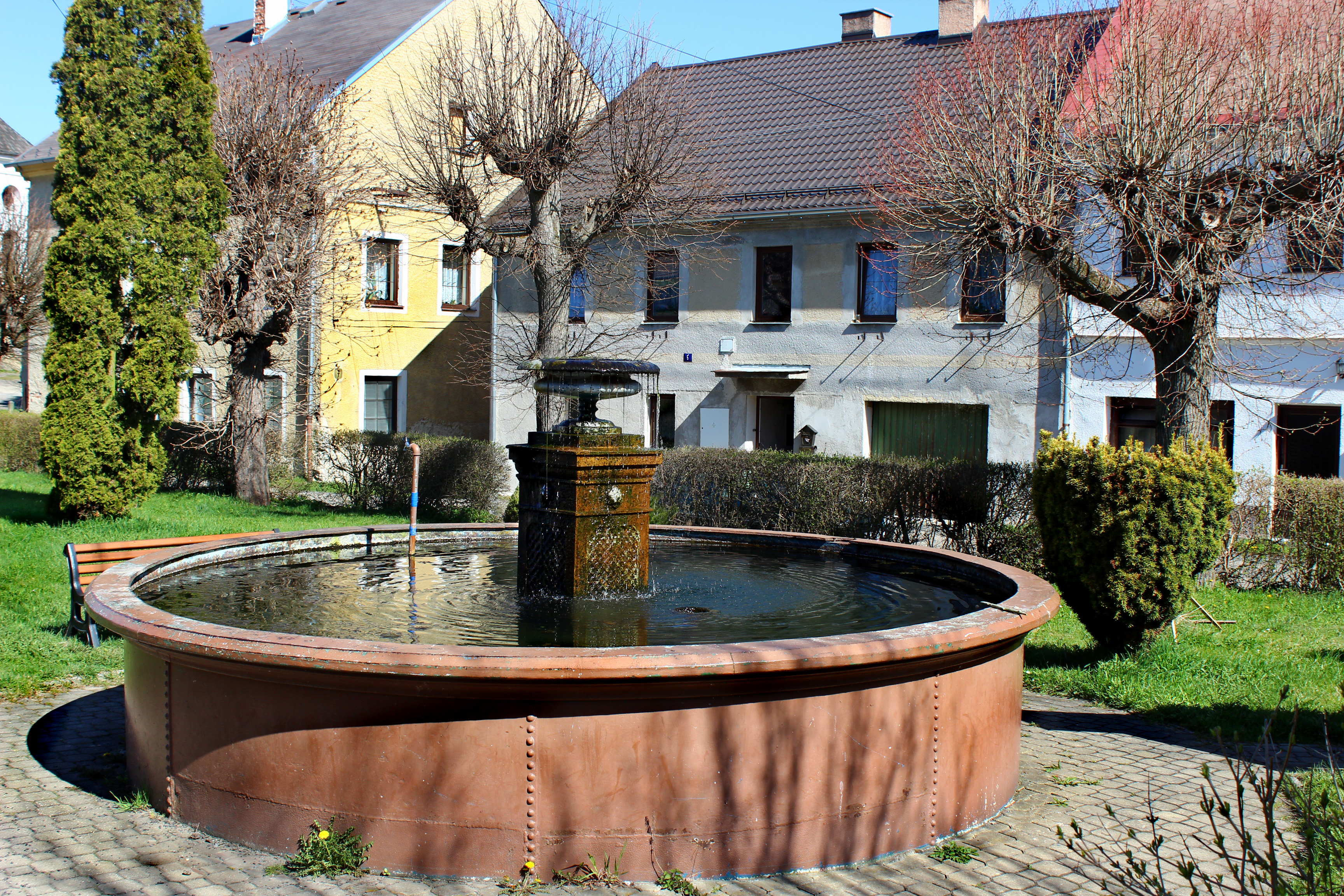
Brunnen

Am 10. Juli 1437 wurde der Ort zur Stadt erhoben.
Jo(b)st von Einsied(e)l, Herr auf Burg Teyrzow  und 1460 der Grundherrschaft Pürglitz  und Kozlan, königlich böhmischer Geheimsekretär des Georg von Podiebrad, wurde später zum Ritter geschlagen, Landrichter von Prag, und ist nach 1474 verstorben. Dessen Sohn Heinrich (der Ältere) nannte sich als erster Teyrzowsky von Einsiedel.
1549 starb der Ort durch die Pest fast vollständig aus und musste neu besiedelt werden. 1637 erhielt die Stadt die Gerichtsbarkeit. 1727 hat Karl VI. einen Handelsweg von Eger nach Prag durch Einsiedl angeordnet. Die Eigentümer der Kohlengrube in Einsiedl Johann Dietl, Johann Hüttner und Johann Schreyer kauften 1834 die Porzellanfabrik in Chodov (Chodau). Einsiedl gehörte vor 1848 zur Grundherrschaft des Stifts Tepl, ab 1850 zum Gerichtsbezirk Tepl und kam 1888 zum Gerichtsbezirk Marienbad.
Nach dem Ersten Weltkrieg  wurde Einsiedl 1919 der neu geschaffenen Tschechoslowakei zugeschlagen.
Aufgrund des  Münchner Abkommens  kam der Ort 1938 zum  Deutschen Reich  und gehörte bis 1945 zum Landkreis Marienbad, Regierungsbezirk Eger, im Reichsgau Sudetenland.
Nach Ende des Zweiten Weltkriegs übernahm die Tschechoslowakei die Stadt. Die deutschsprachigen Bewohner wurden in der Folgezeit größtenteils enteignet und vertrieben.

### Einwohnerentwicklung
Bis 1945 war Einsiedl   überwiegend von Deutschböhmen besiedelt, die vertrieben wurden.
| Jahr | Einwohner | Anmerkungen                                  |
| ---- | --------- | -------------------------------------------- |
| 1785 | 0 k. A.   | 137 Häuser                                   |
| 1830 | 0851      | in 136 Häusern                               |
| 1837 | 0806      | in 136 Häusern,                              |
| 1857 | 0846      | in 144 Häusern                               |
| 1869 | 1074      | in 143 Häusern                               |
| 1880 | 1137      | in 143 Häusern                               |
| 1890 | 1166      | in 137 Häusern                               |
| 1900 | 1095      | in 143 Häusern                               |
| 1910 | 1004      | in 132 Häusern                               |
| 1921 | 0913      | davon 888 deutsche Einwohner, in 129 Häusern |
| 1930 | 0888      | in 135 Häusern                               |
| 1939 | 0710      | [ 11 ]                                       |

| Jahr      | 1950 | 1961 | 1970 | 1980 | 1991 | 2001 | 2011 |
| Einwohner | 296  | 177  | 288  | 284  | 280  | 206  | 209  |

## Sehenswürdigkeiten
- Kirche der Heiligen Peter und Paul, erbaut 1725,
- Klosterschule der Schwestern von Notre Dame, früher Mädcheninternat aus dem Jahr 1856, heute renoviert und als Kinderheim verwendet
- Kirche Himmelfahrt der Jungfrau Maria in Sítiny
- Kirche der Heiligen Johannes und Paul in Rájov, erbaut 1789

## Wirtschaftliche Entwicklung
Bereits im Mittelalter wurde im Ort Bier gebraut. Daneben gab es etliche Mühlen. Bis zum Ende des Zweiten Weltkrieges gab es im Ort eine Bierbrauerei, ein Sägewerk und Spielwarenerzeugung. 1945 und 1946 wurden die deutschsprachigen Bewohner des Ortes im Zuge der Vertreibung der Deutschen aus der Tschechoslowakei enteignet und zum Verlassen des Ortes gezwungen. Einsiedl wechselte den Ortsnamen und lag im Bereich der Grenzbefestigungen der Tschechoslowakei im Kalten Krieg.
Der alte Mineralwasserbrunnen Grüner Säuerling wurde für Trinkkuren genutzt und als Mineralwasser zum Versand abgefüllt. Am Rande des Ortes entstand nach einer Bohrung eine neue Werksanlage, von der die Mineralwassermarke Magnesia in den internationalen Handel kommt.

## Sohn des Ortes
- Jobst von Einsiedel (um 1420 – um 1476), königlicher Sekretär
- Gustav Zeidler (1839–1905), deutscher Kommunalpolitiker in Marienbad, Ehrenbürger von Einsiedl